# Stictoporella flexuosa
Stictoporella flexuosa är en mossdjursart som först beskrevs av James 1878.  Stictoporella flexuosa ingår i släktet Stictoporella och familjen Stictoporellidae. Inga underarter finns listade i Catalogue of Life.